# シューティングブレーク

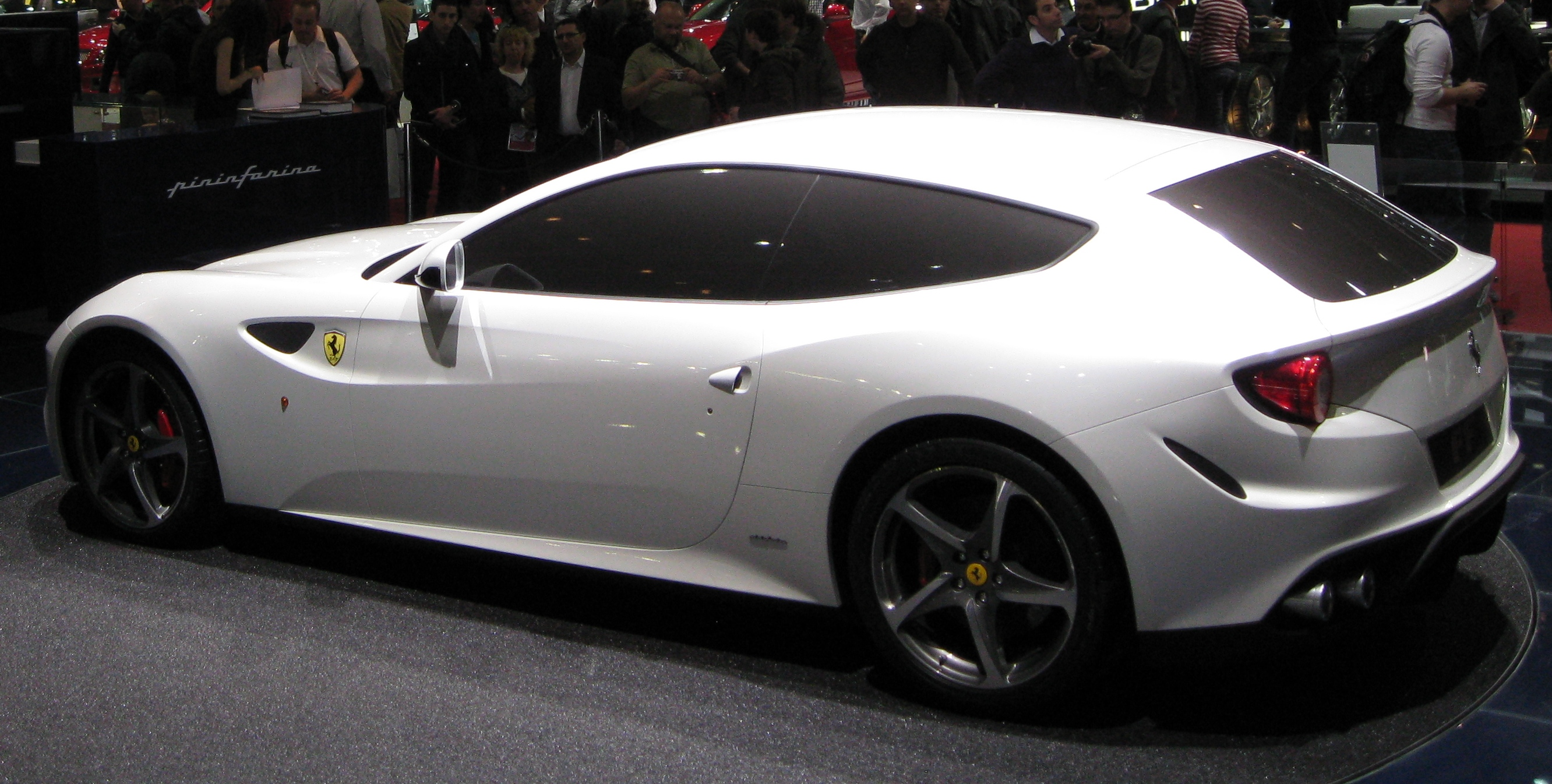
フェラーリ・FF (2011年)

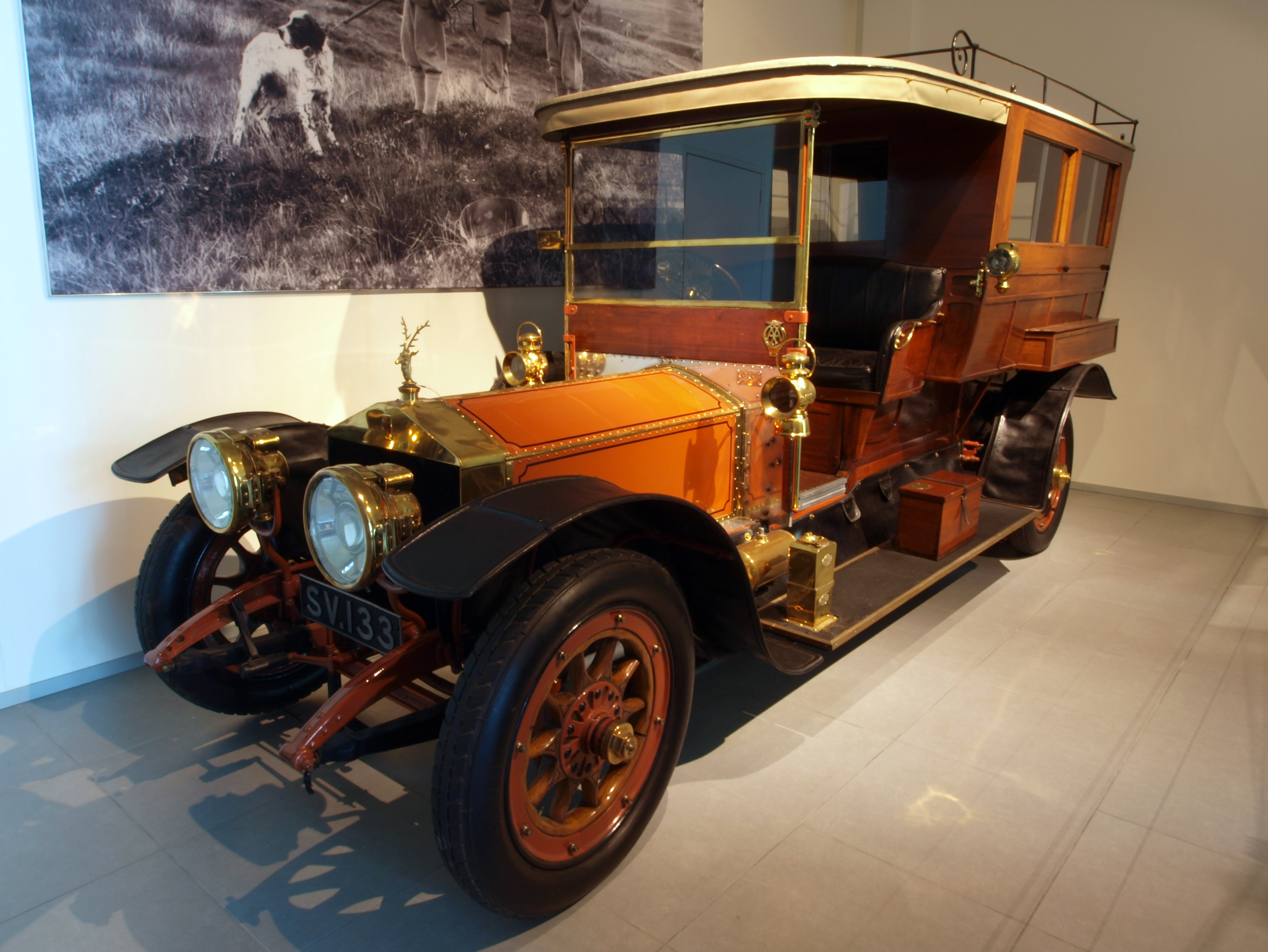
ロールス・ロイス・シルヴァーゴースト シューティングブレーク（1910年）

シューティングブレーク（英語: Shooting brake）は、乗用車の車体形状の一種であり、時代によって意味が異なる。
現代では主にスポーツクーペの要素を持つ流線型のステーションワゴンに対して用いられる。主に3ドア（2ドア+バックドア）であるが、5ドア（4ドア+バックドア）でもシューティングブレークと呼ばれる場合がある。
元々は19世紀から20世紀初頭に英国で使われた狩猟用のオープン馬車（キャリッジ）のことを指した。
1910年代になると、狩猟用としてコーチビルダーがロールス・ロイスなどのシャシを使い木製（及び木骨鋼板張り）ボディで少量生産する車両のことを指すようになった。その後狩猟だけでなく多用途に使えるシューティングブレイクが登場し、エステートやステーションワゴンと同義語になっていった。
単に「ブレーク」という用語は、フランス車を筆頭に、通常のステーションワゴンに対して用いられることが多い。フランス以外のメーカーでも、ブレーク（またはブレク）、アルファベットでは「brake」や「break」（綴りは国によって異なる）を用いる例がある。

## 歴史

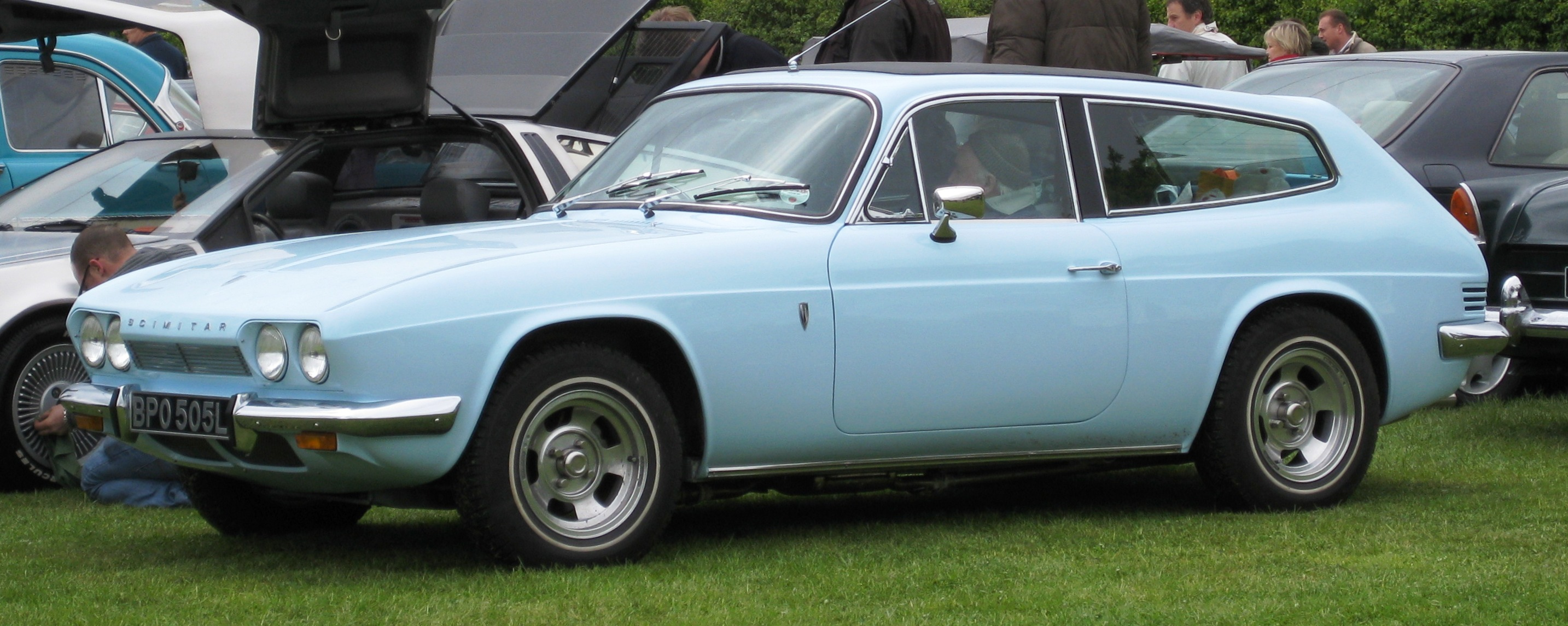
リライアント・シミターGTE

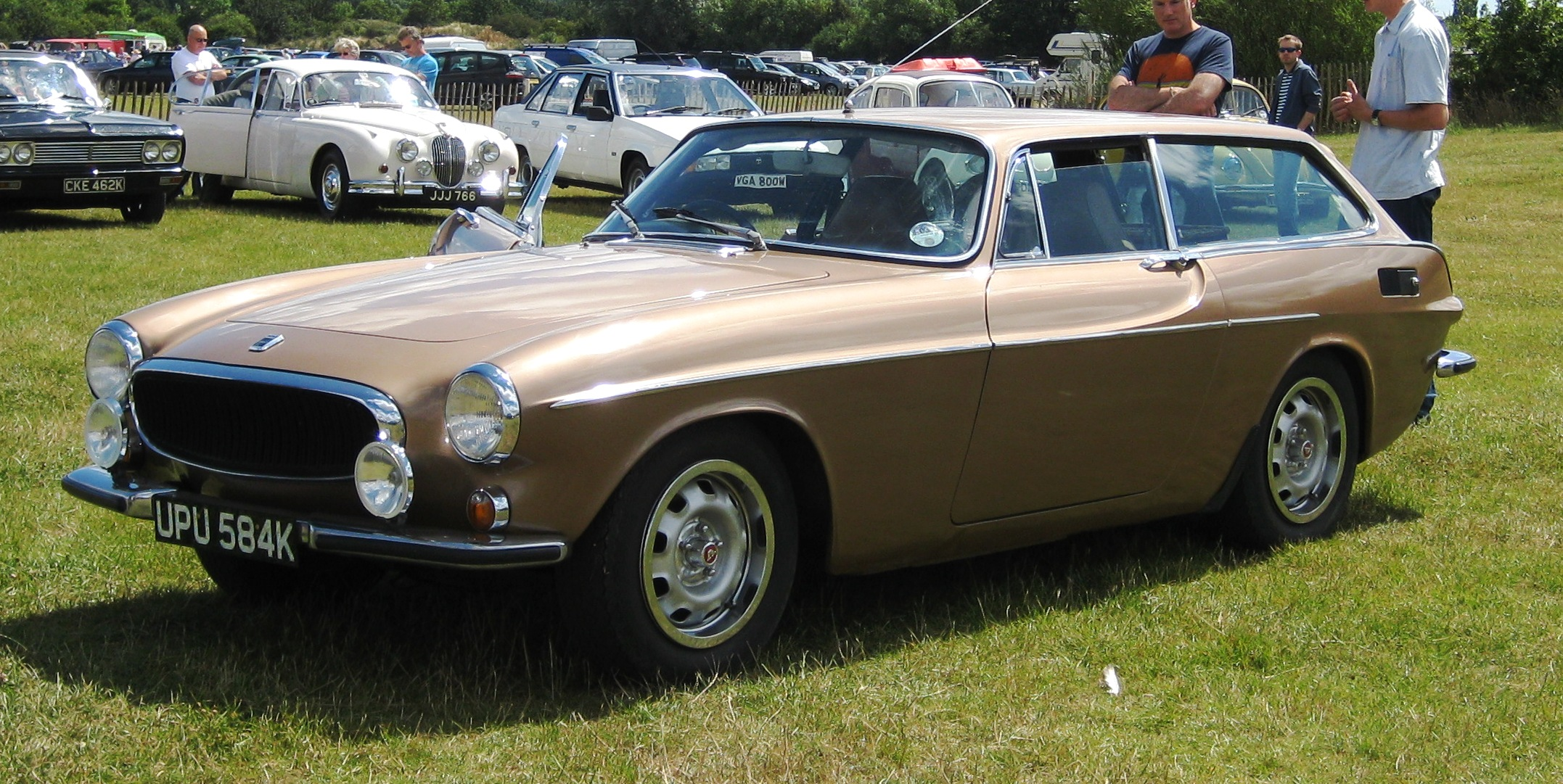
ボルボ・1800ES (1972年 - 1973年)

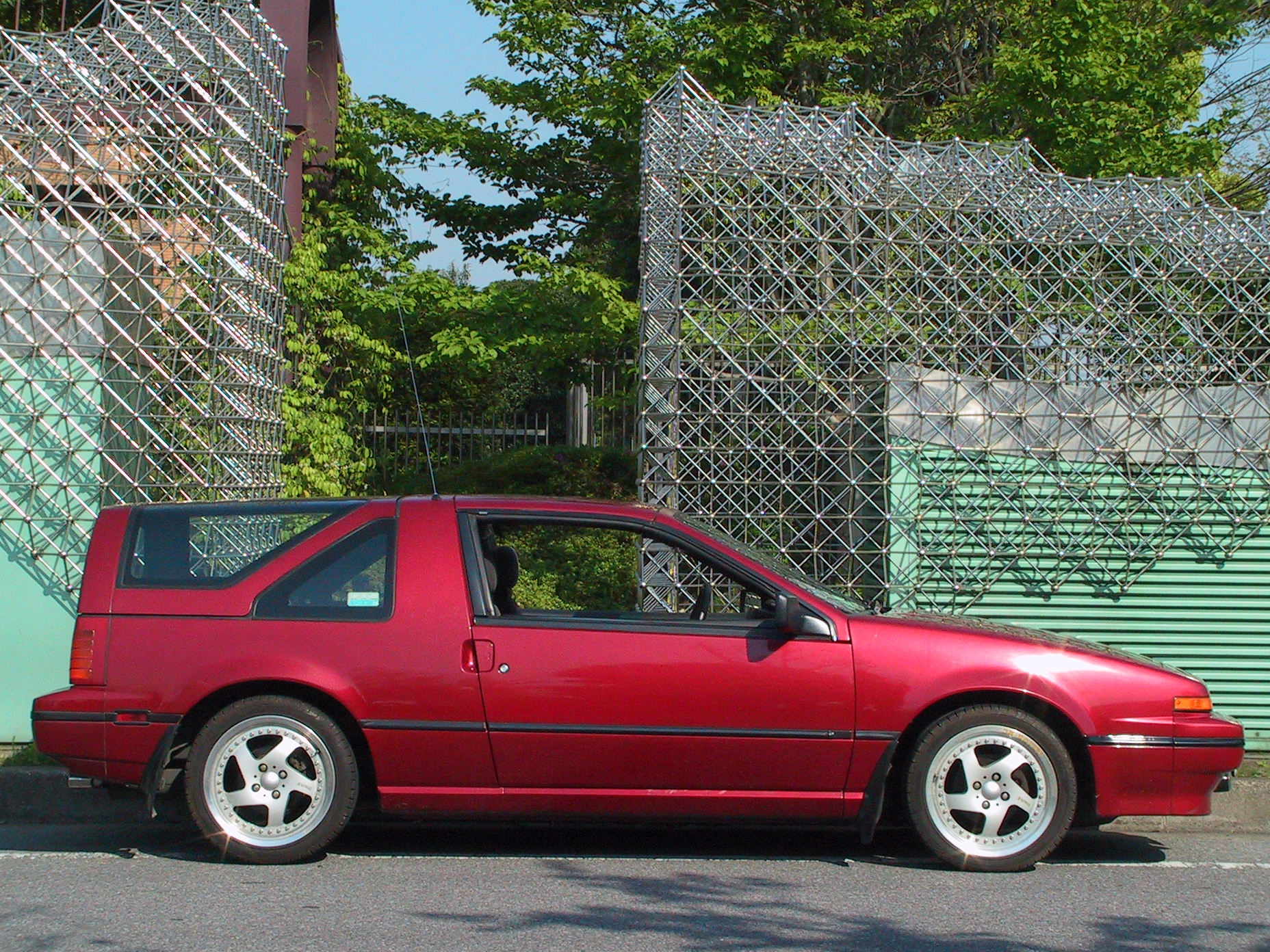
日産・EXA キャノピー (1986年 - 1990年)

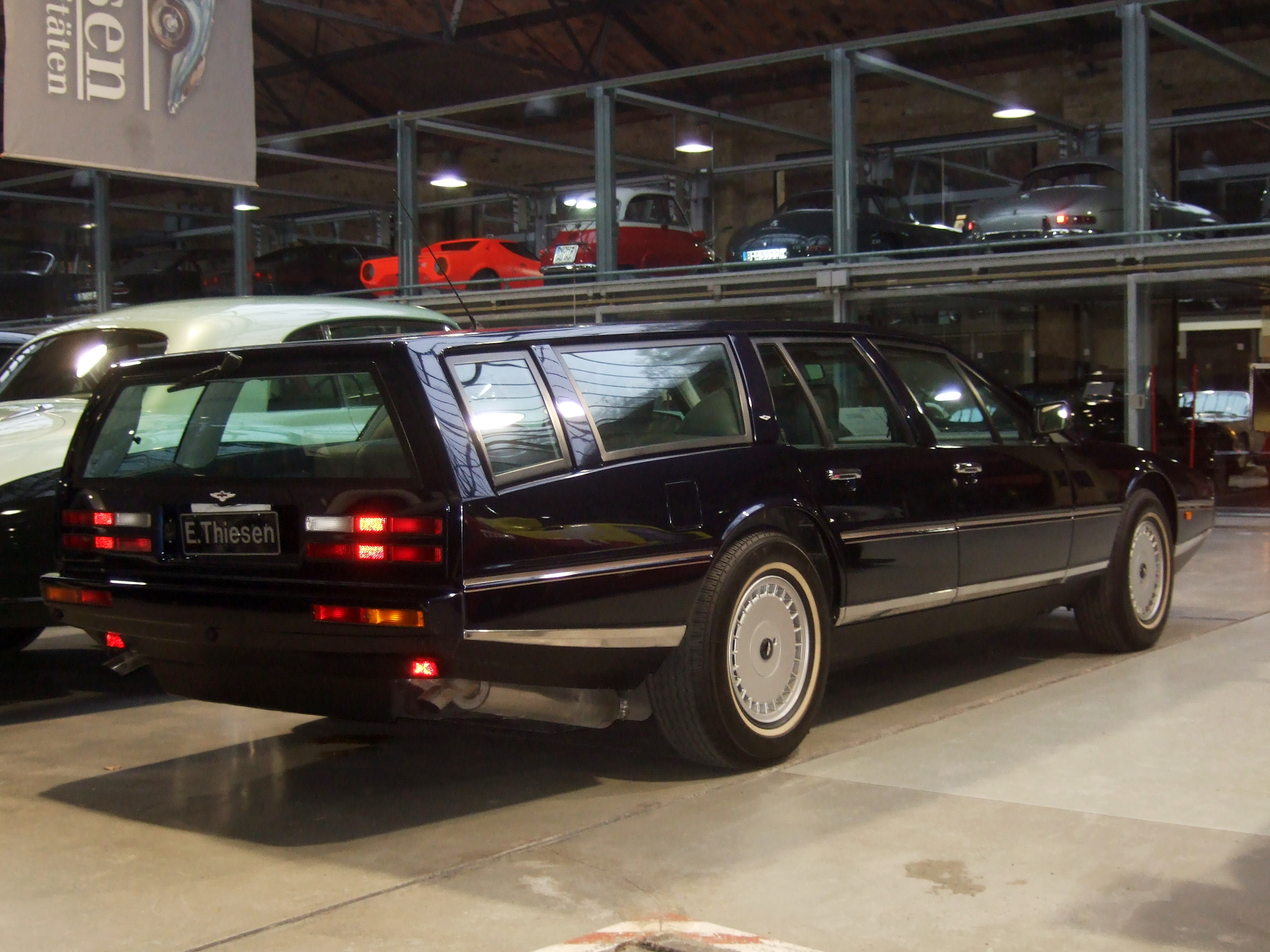
アストンマーティン・ラゴンダ・シューティングブレーク（ルーツ社製）

ブレーク（英: brake、仏: break）とは、19世紀に若馬の調教 (breaking) に使われていたボディのないフレームだけのキャリッジのことを指す言葉で、後方に取り外し可能なシートをつけて乗客を乗せることもできた。
シューティングブレークとは、ブレークに狩猟者（スポーツマン）用の座席を設け、さらに猟犬や猟銃、弾薬、獲物を積み込めるようにしたものである。ブレークの左右に縦（前後方向）に固定したベンチを付け、対面で人が座れるようにしたタイプのキャリッジをワゴネットと言い、シューティングブレークにもワゴネットタイプがある。馬車ではなく初期の自動車でも似たタイプがあり、 アルビオン・モーターズのシューティングブレークや、1912年のハドソンModel 33などがある。
1910年代になると、狩猟用としてコーチビルダーが生産する木製ボディの車両をシューティングブレークと呼ぶようになった。ロールス・ロイスやベントレーなどのシャシーを使った2ドアのものが代表的である。
1930年代になると狩猟だけでなく客の送り迎えにも最適であるとする「エステートカー」という言葉が生まれ、シューティングブレークはより多目的な車両を表すようになっていった。
2006年版のChambers社の英英辞書では、シューティングブレークはエステートやステーションワゴンの古い言い方とされている。

### 現代の用法

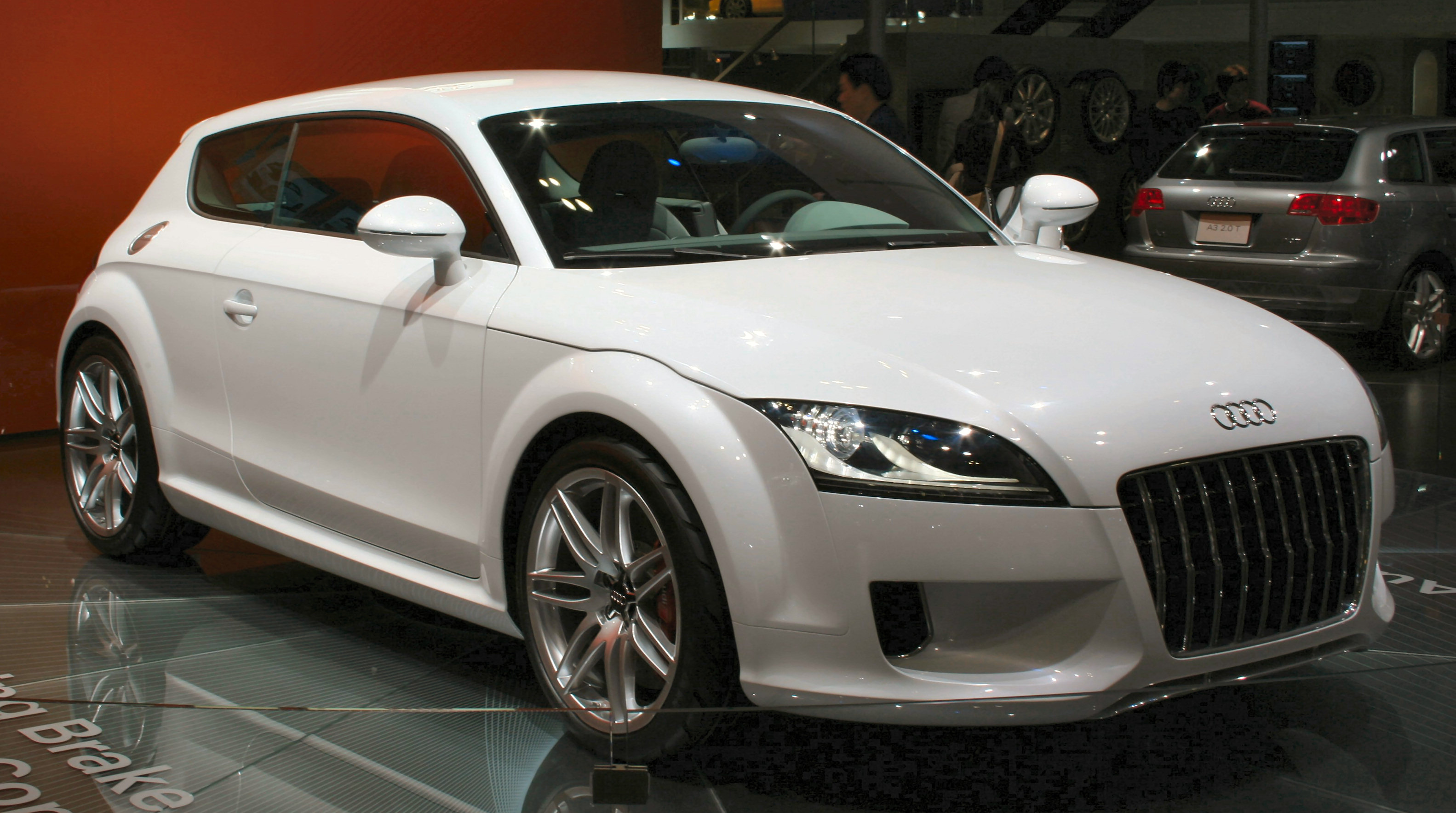
アウディ・シューティングブレーク・コンセプト (2005年)

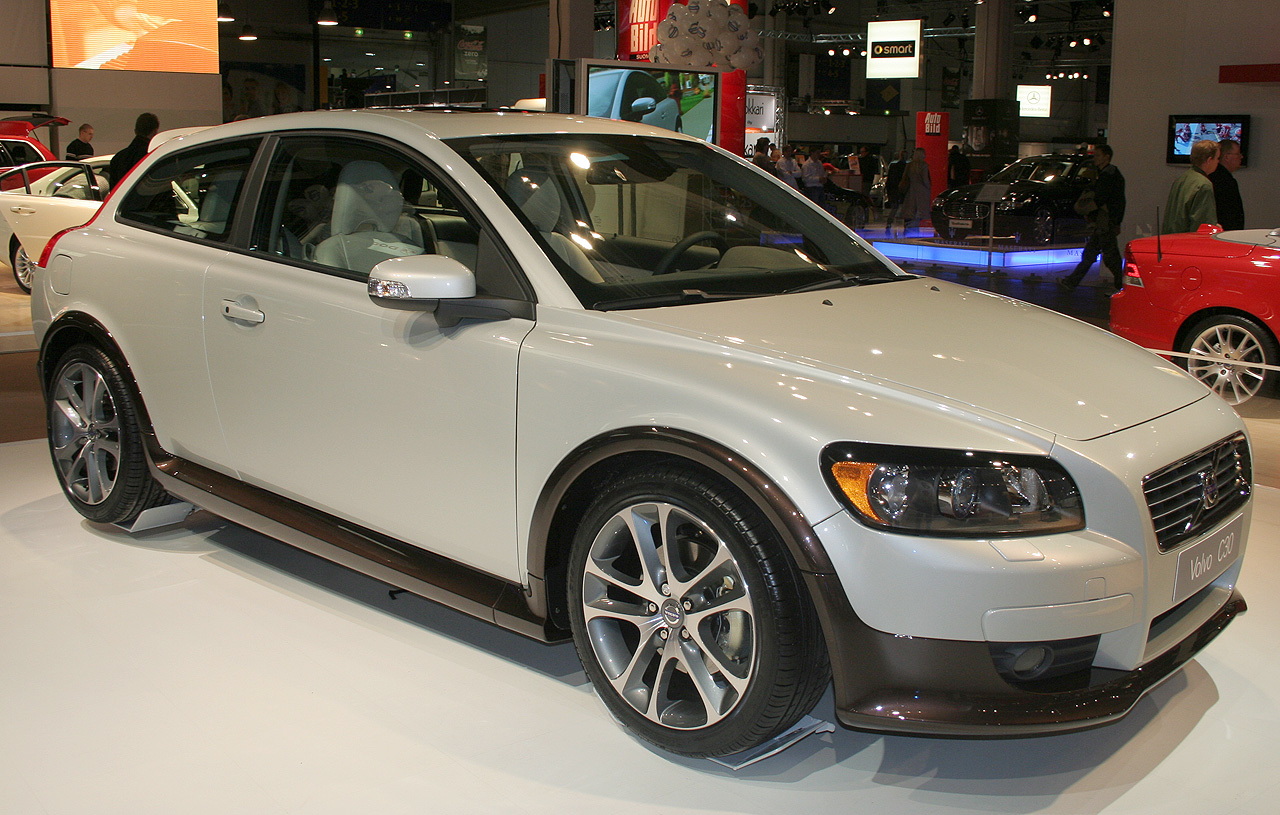
ボルボ・C30（3ドア）

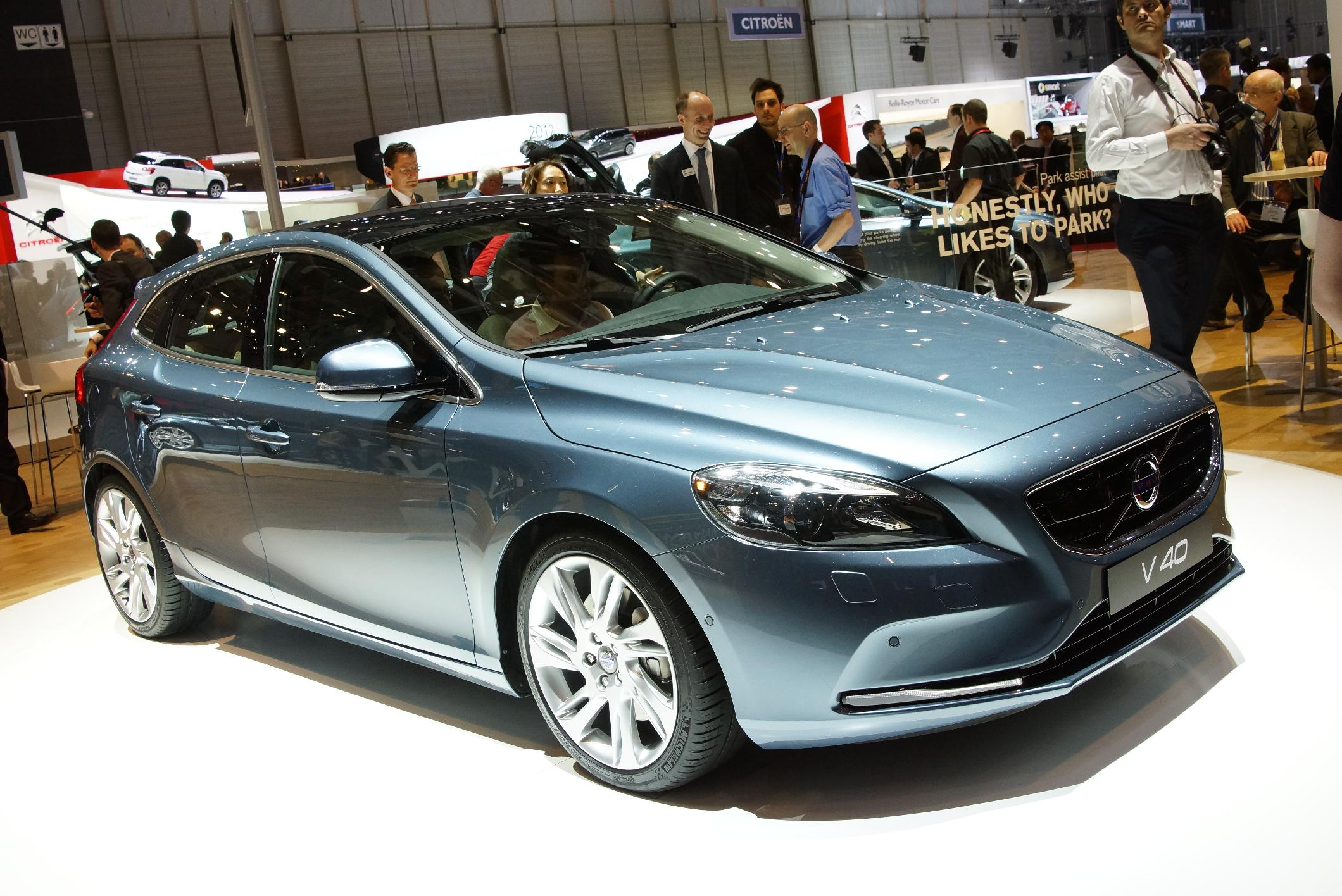
ボルボ・V40（5ドア）

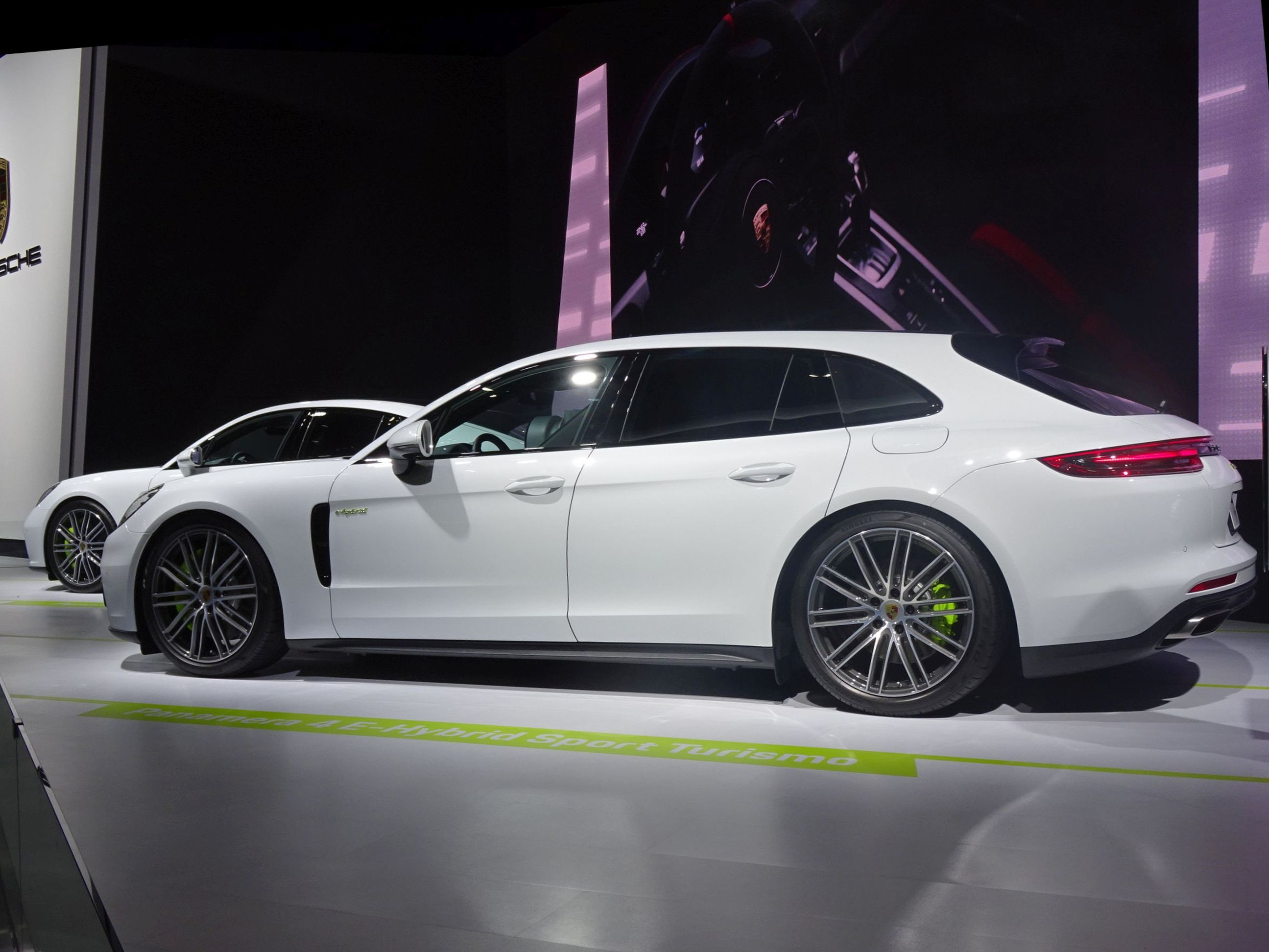
ポルシェ・パナメーラ スポーツツーリズモ

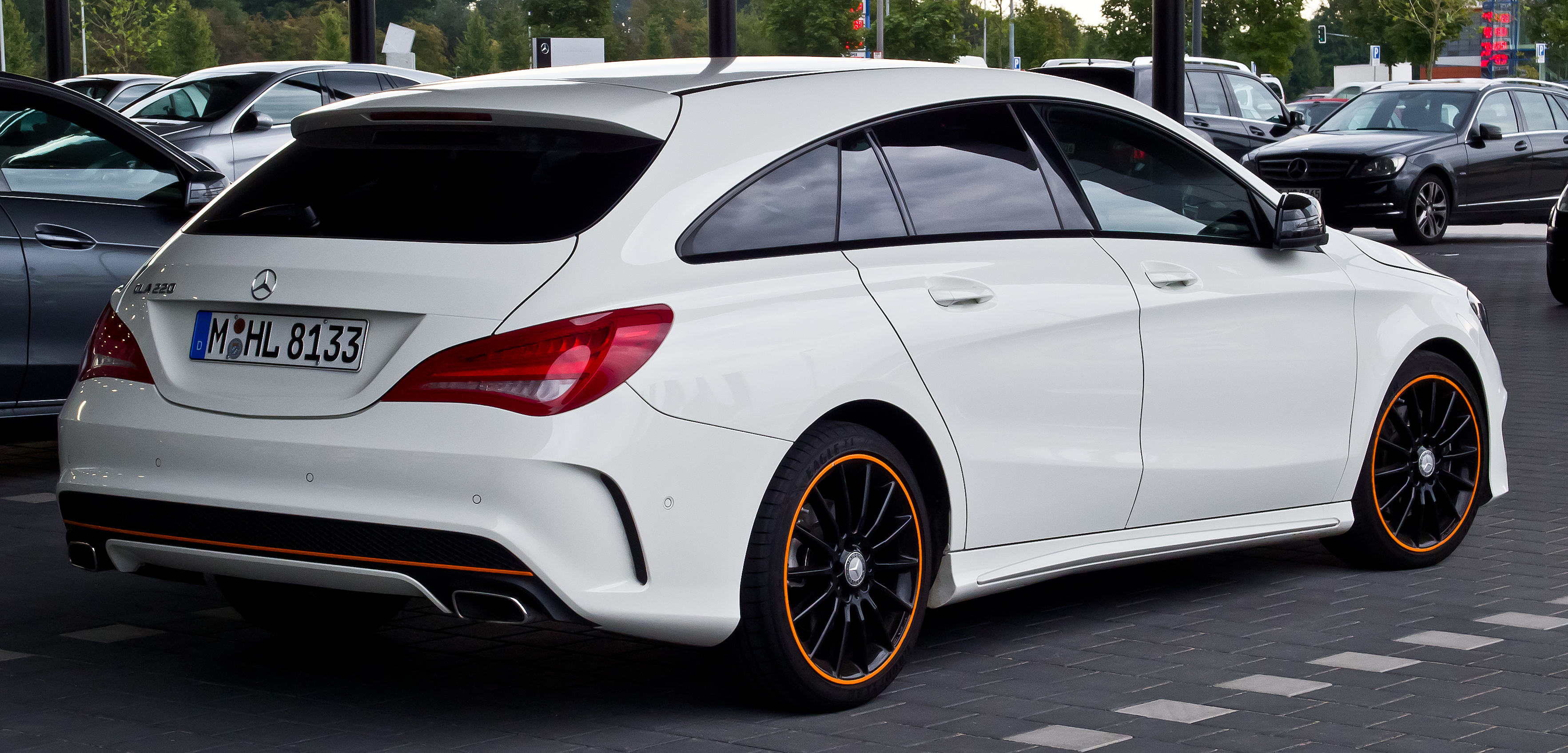
メルセデス・ベンツ・CLAクラスShooting Brake

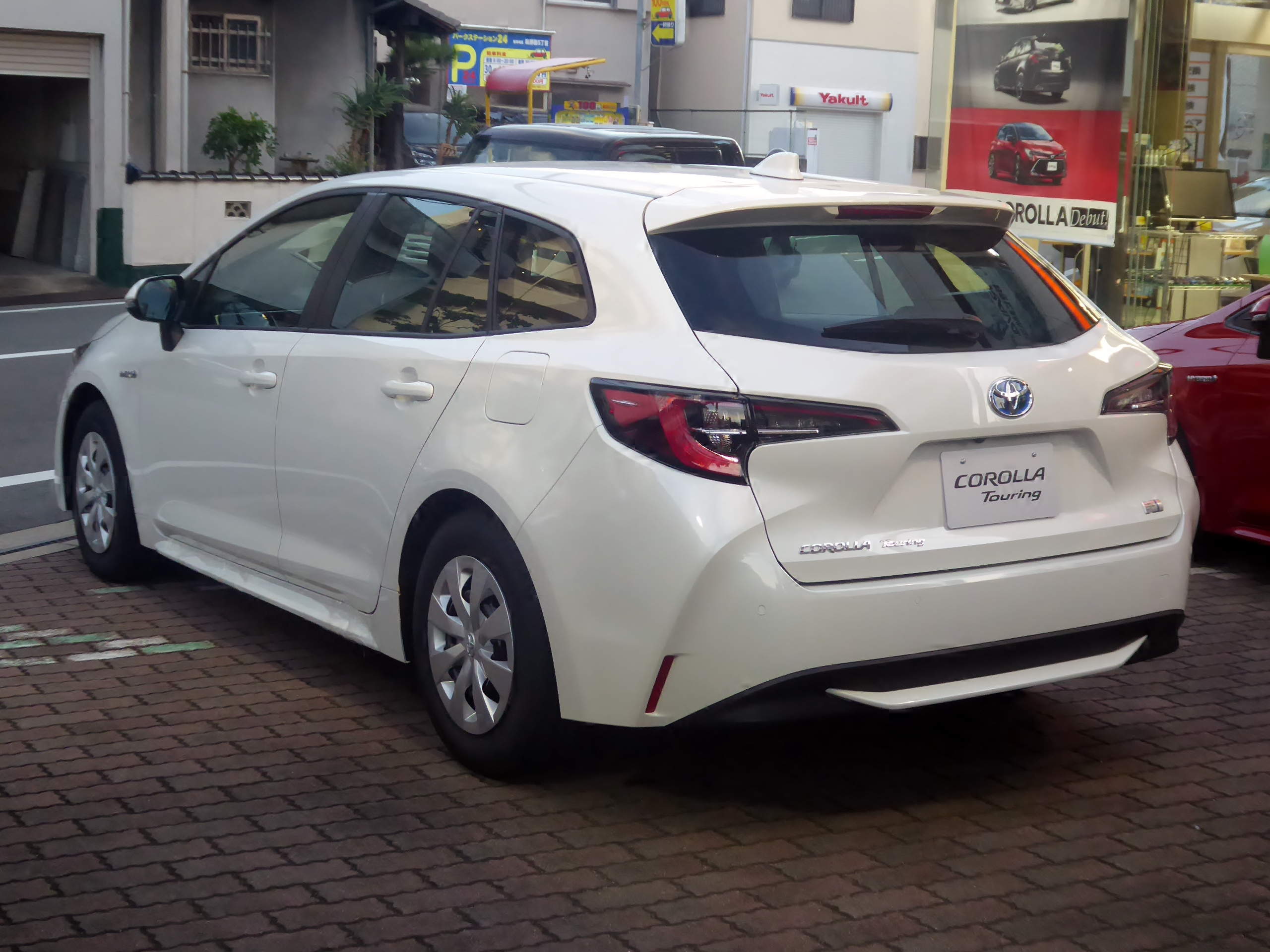
トヨタ・カローラツーリング

現代ではクーペとステーションワゴンを融合したようなスリークな2ドア、または本来のステーションワゴンより後部のオーバーハングがある程度短縮された4ドアのステーションワゴン（俗にいうショートワゴン）を指す言葉になっている。このトレンドは1960年には見られ、サンビームが2ドアオープンスポーツカーアルパインの3ドアモデルをシューティングブレークとして限定生産した。1965年から1967年に、コーチビルダーのハロルド・ラドフォードがアストンマーティン・DB5、DB6、DBSを改造したシューティングブレイクを限定生産した。アストンマーティンは後に、自社でアストンマーティン・ヴィラージュのシューティングブレークを販売している。
他にもクーペとワゴンを融合した3ドア車があったが、販売時にはシューティングブレイクという用語は使っていない。これにはリライアント・シミターGTE、ボルボ・P1800ES、ボルボ・480、ボルボ・C30がある。
ショーカーなどの世界でも同様の改造をすることがある。その実例の1つがスカイラインGT-R(BCNR33)をシューティングブレークの形態に改造したOption Speed Wagonであり、Optionの企画で制作された。
BMW MクーペやZ3クーペ(1998-2002)は、しばしばシューティングブレークとして言及される。ミニ・クラブマンも、雑誌『Torque』や『ベストカー』ではシューティングブレークとして言及されている。
5ドアではダッジ・マグナムやジャガー・Sタイプエステート等がシューティングブレークスタイルとして挙げられている。
日本車ではメーカーがシューティングブレークを名乗って販売した車種は存在しないが、構造・造形が限りなくシューティングブレークに近いものとして3ドア車ではトヨタ・カローラリフトバック/スプリンターリフトバックや日産・エクサキャノピー、ホンダ・アコードエアロデッキが、5ドア車ではホンダ・アヴァンシア（初代）やトヨタ・アルテッツァジータ（海外名：レクサスISスポーツクロス）、スバル・インプレッサスポーツワゴン、スバル・レヴォーグ、ホンダ・ジェイド（5人乗り仕様のみ）、トヨタ・カローラツーリング（欧州名：カローラツーリングスポーツ/スズキ・スウェイス）などがそれぞれ存在している。
コンセプトカーには3ドアのスポーツまたはGTワゴンは以前より多数存在するが、シューティングブレークを名乗るものは、2004年のシボレー・ノマドコンセプト、2005年東京モーターショーのアウディ・シューティングブレークコンセプト、2006年のルノー・アルティカ、2016年にトヨタのオーストラリア法人がデザインしたトヨタ・86シューティングブレーク、ダイハツ・コペンローブシューティングブレークなどがある。